# Nurieux-Volognat
Nurieux-Volognat település Franciaországban, Ain megyében. Lakosainak száma 973 fő (2022. január 1.). Nurieux-Volognat Brion, Béard-Géovreissiat, Izernore, Leyssard, Peyriat, Saint-Martin-du-Frêne és Sonthonnax-la-Montagne községekkel határos.

## Népesség
A település népességének változása:
| Lakosok száma | 567  | 856  | 952  | 1044 | 1025 | 1054 | 1028 | 1025 | 1008 | 973  |
|               | 1975 | 1990 | 1999 | 2011 | 2013 | 2016 | 2017 | 2019 | 2020 | 2022 |